# Inga riopalenquensis
Inga riopalenquensis là một loài thực vật có hoa trong họ Đậu. Loài này được A.H.Gentry miêu tả khoa học đầu tiên.